# Das Spiel vom Tode
Das Spiel vom Tode ist ein deutsches Stummfilmdrama aus dem Jahre 1917 von und mit Alwin Neuß.

## Handlung
Rafael von Valentin hat gerade eine unglückliche Liebe mit der Prinzessin Fedora hinter sich und gedenkt angesichts dieses schmählichen Verlusts, sein Leben zu beenden. Eine Begegnung mit dem Antiquitätenhändler Mephiles bringt ihm eine schicksalhafte Wendung, denn der alte Mann schenkt ihm ein Stück Chagrinleder, das seinem Besitzer fortan jeden Wunsch erfüllen soll. Nach jedem Wunsch aber werde dieser lederne Talisman um ein Stück kürzer. Wenn das letzte Stück Leder auf diese Weise verbraucht sein werde, so die Prophezeiung, sei das Leben des Besitzers beendet.
Rafael schert sich in seiner Euphorie nicht um die Warnung und häuft mit seinen Wünschen großen Reichtum an. Als der Lederrest winzig geworden ist, packt Rafael die Panik und er weist seinen Diener an, dem Antiquitätenhändler das verbliebene Stück Leder zurückzuverkaufen. Tatsächlich zeigt sich der sterbende Mephiles bereit, den Lederrest zurückzukaufen. Rafael verzichtet auf seinen Reichtum, erkennt den Wert wahren Lebensglücks und heiratet die junge Pauline, die Tochter seiner Quartiersfrau.

## Produktionsnotizen
Das Spiel vom Tode entstand im Eiko-Film-Atelier in Berlin-Marienfelde, passierte im September 1917 die Filmzensur und wurde wenig später uraufgeführt. Die Länge des Vierakters betrug 1466 Meter.
Der 21-jährige Kurt Bobeth-Bolander gab hier sein Filmdebüt.

## Kritik
„Das Spiel vom Tode … aus der Zeit der Romantik, ist dem Roman von Honoré de Balzac “Chagrinleder” entnommen und kinowirksam bearbeitet worden. Auch hier treten die technischen Vorzüge in den Vordergrund, den Inhalt natürlich auf das günstigste hervorhebend.“